# Serenity (britische Band)
Serenity war eine britische Death-Doom-Band.

## Geschichte
Die Death-Doom-Band Serenity wurde 1994 u. a. von Gary Riley (Schlagzeug), Lee Baines (Gitarre) und Brendan Dawson (Bass) gegründet, die bis 1993 noch Mitglieder der englischen Doom-Metal-Band Solstice waren.
Noch im Gründungsjahr erschien ein Demo-Tape mit drei Liedern, das zu einem Plattenvertrag bei dem französischen Label Holy Records führte. Dort stehen bzw. standen musikalisch vergleichbare Bands wie u. a. Elend, Nightfall, Stille Volk und Yearning unter Vertrag.
Insgesamt veröffentlichte Serenity über Holy Records zwei Alben, dazu waren einzelne Tracks auf verschiedenen Labelsamplern enthalten. Ende der 1990er Jahre löste sich die Band stillschweigend auf.

## Diskografie
Demos
- 1994: Demo (Demo)

Alben
- 1995: Then Came Silence (Album, Holy Records)
- 1996: Breathing Demons (Album, Holy Records)

Sampler-Beiträge
Auswahl
- 1996: The Holy Bible 1 (mit „Skin of the Soul“, Holy Records)
- 1999: The Holy Bible 2 & 3 (mit „The Way I Bleed“ (remastered) and „Then Came Silence (live)“, Holy Records)
- 2005: The Holy Bible 1992…2002 (mit „The Way I Bleed“, „Then Came Silence“, „Skin Of The Soul“, Holy Records)